# Claudia Schiffer
Claudia Schiffer, född 25 augusti 1970 i Rheinberg i Nordrhein-Westfalen, är en tysk fotomodell, skådespelerska, kläddesigner, exekutiv producent och Unicef-ambassadör verksam i Storbritannien. Hon blev känd under tidigt 1990-tal som en av världens mest framgångsrika fotomodeller, när hon representerade Chanel, vilket gav henne status som supermodell. 
Hon har förekommit på över 1000 tidskriftsomslag vilket är världsrekord för en modell. År 2002 uppskattade tidskriften Forbes hennes förmögenhet till US$55 miljoner.
Schiffer är gift med regissören Matthew Vaughn sedan 25 maj 2002. De har tre barn tillsammans, en son och två döttrar. År 1994-1999 levde hon tillsammans med illusionisten David Copperfield.
Hon var tillsammans med modellerna Elle Macpherson och Naomi Campbell frontfigur för Fashion Café som öppnade 1995 på Rockefeller Center i New York. Fashion Café öppnade på ytterligare sju ställen men kedjan lades ner 2000 efter ekonomiska problem.

## Filmografi (urval )
- 2003 – Love Actually
- 2002 – Life Without Dick
- 1999 – Futurama, avsnitt A Head in the Polls (gäströst i TV-serie)